# Hans Joenssons
Hans Joenssons, även kallad Hans Jönsson, död 1580, var en stockholmare som dömdes för mord. 
Enligt Stockholms tänkeböcker 1580 dömdes denne man på grund av fadermord och mordbrand till att brännas levande på bål. Domen är en ett av de sällsynta exempel i Stockholms tänkeböcker som uttryckligen och raskt uttrycker detta straff, här genom den korta formuleringen i slutdomen att han för en "sådene ond misgärning" måste "smökes och brennes ihiel".Enligt tänkeboken skulle den hårda domen  avskräcka andra att inte vara olydiga mot sina föräldrar.
Hans försvarade sig med att uppsåtet var att mörda sin bror och inte sin far men rätten såg inte detta som en förmildrande omständighet. I Stockholms tänkeböcker 1474-1660 finns bara några få fall där man är tämligen säker på att denna typ av avrättning verkställdes utan föregående halshuggning. Ofta vet man inte hur den dömde avrättades eftersom det inte alltid nedtecknades.